# Allianz Riviera
Allianz Riviera (còn được gọi là Sân vận động Nice do các quy định tài trợ của UEFA và FIFA) là một sân vận động đa năng ở Nice, Pháp. Sân được sử dụng chủ yếu cho các trận đấu bóng đá và bóng bầu dục liên hiệp. Đây là sân nhà của OGC Nice. Sân thỉnh thoảng cũng tổ chức các trận đấu trên sân nhà của câu lạc bộ bóng bầu dục liên hiệp Toulon. Sân vận động có sức chứa 36.178 người và thay thế cho sân vận động cũ của Nice, Sân vận động Thành phố Ray. Công việc xây dựng sân vận động được bắt đầu vào năm 2011 và hoàn thành vào năm 2013. Sân vận động này được khánh thành vào ngày 22 tháng 9 năm 2013, với trận đấu giữa OGC Nice và Valenciennes.

## Giải vô địch bóng đá châu Âu 2016
Sân vận động này là một trong những địa điểm tổ chức Giải vô địch bóng đá châu Âu 2016 và đã tổ chức các trận đấu sau:
| Ngày                | Thời gian (CEST) | Đội #1      | Kết quả | Đội #2      | Vòng        | Khán giả |
| ------------------- | ---------------- | ----------- | ------- | ----------- | ----------- | -------- |
| 12 tháng 6 năm 2016 | 18:00            | Ba Lan      | 1–0     | Bắc Ireland | Bảng C      | 33.742   |
| 17 tháng 6 năm 2016 | 21:00            | Tây Ban Nha | 3–0     | Thổ Nhĩ Kỳ  | Bảng D      | 33.409   |
| 22 tháng 6 năm 2016 | 21:00            | Thụy Điển   | 0–1     | Bỉ          | Bảng E      | 34.011   |
| 27 tháng 6 năm 2016 | 21:00            | Anh         | 1–2     | Iceland     | Vòng 16 đội | 33.901   |

## Giải vô địch bóng đá nữ thế giới 2019
Sân vận động này là một trong những địa điểm tổ chức Giải vô địch bóng đá nữ thế giới 2019. Sân đã tổ chức 4 trận đấu vòng bảng, một trận đấu vòng 16 đội và trận play-off tranh hạng ba.
| Ngày                | Thời gian (CEST) | Đội #1    | Kết quả         | Đội #2    | Vòng                   | Khán giả |
| ------------------- | ---------------- | --------- | --------------- | --------- | ---------------------- | -------- |
| 9 tháng 6 năm 2019  | 18:00            | Anh       | 2–1             | Scotland  | Bảng D                 | 13.188   |
| 12 tháng 6 năm 2019 | 21:00            | Pháp      | 2–1             | Na Uy     | Bảng A                 | 34.872   |
| 16 tháng 6 năm 2019 | 15:00            | Thụy Điển | 5–1             | Thái Lan  | Bảng F                 | 9.354    |
| 19 tháng 6 năm 2019 | 21:00            | Nhật Bản  | 0–2             | Anh       | Bảng D                 | 14.319   |
| 22 tháng 6 năm 2019 | 21:00            | Na Uy     | 1–1 (4–1 ph.đ.) | Úc        | Vòng 16 đội            | 12.229   |
| 6 tháng 7 năm 2019  | 17:00            | Anh       | 1–2             | Thụy Điển | Play-off tranh hạng ba | 20.316   |

## Buổi hòa nhạc
| Buổi hòa nhạc tại Allianz Riviera | Buổi hòa nhạc tại Allianz Riviera | Buổi hòa nhạc tại Allianz Riviera | Buổi hòa nhạc tại Allianz Riviera |
| Ngày                              | Nghệ sĩ                           | Chuyến lưu diễn                   | Khán giả                          |
| --------------------------------- | --------------------------------- | --------------------------------- | --------------------------------- |
| 20 tháng 7 năm 2017               | Céline Dion                       | Celine Dion Live 2017             | 30.270                            |
| 17 tháng 7 năm 2018               | Beyoncé Jay-Z                     | On the Run II Tour                | 33.662                            |

## Hình ảnh

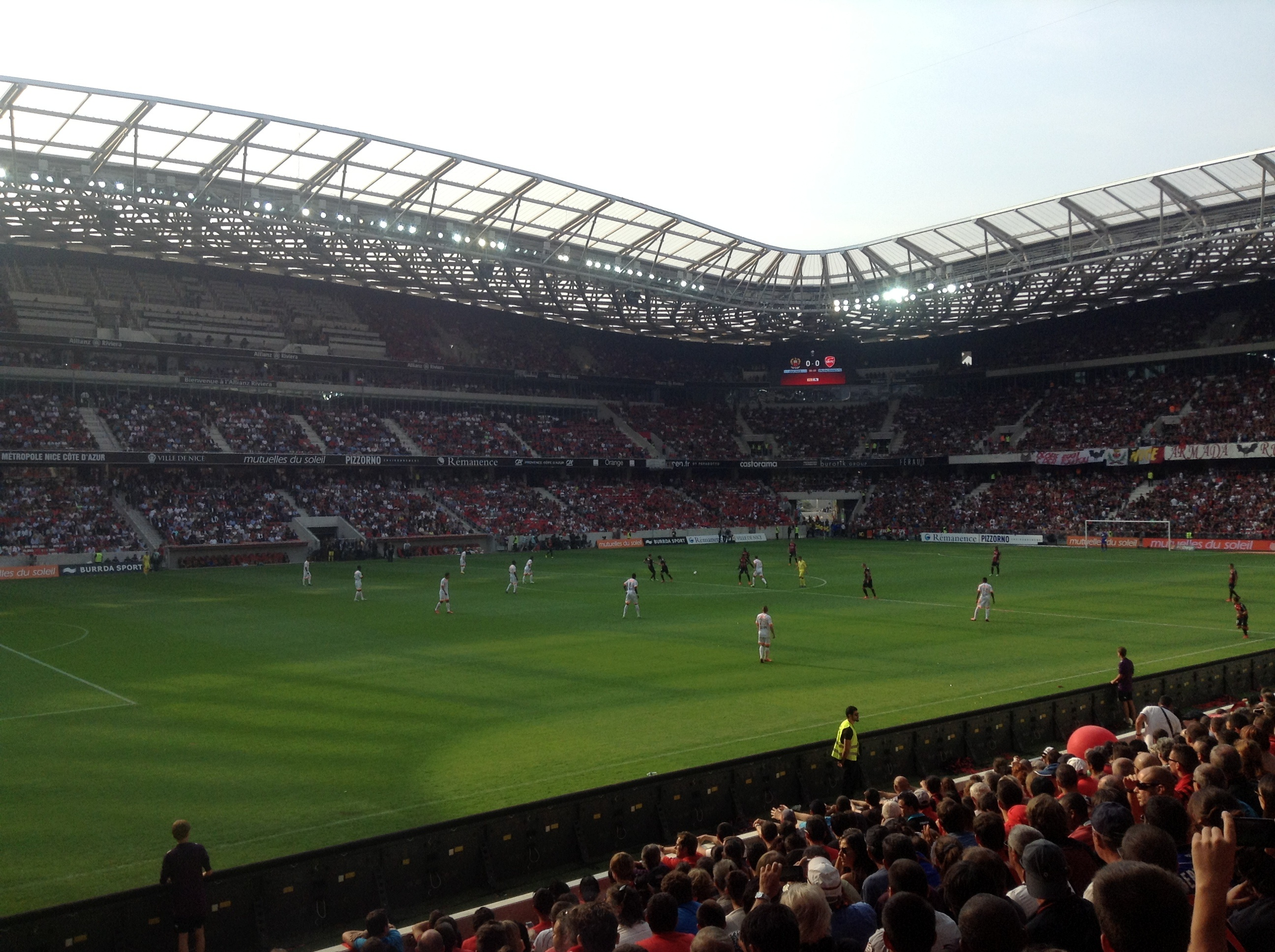
Nice chuyển đến Allianz Riviera vào tháng 9 năm 2013